# Gare de Tullins-Fures
Gare de Tullins-Fures vasútállomás Franciaországban, Tullins településen.

## Vasútvonalak
Az állomást az alábbi vasútvonalak érintik:
- Valence–Moirans-vasútvonal

## Kapcsolódó állomások
A vasútállomáshoz az alábbi állomások vannak a legközelebb:
- Gare de Poliénas
- Gare de Moirans-Galifette